# Herlong
Herlong – jednostka osadnicza w Stanach Zjednoczonych, w stanie Kalifornia, w hrabstwie Lassen.